# Бразильско-намибийские отношения
Бразильско-намибийские отношения — двусторонние дипломатические отношения между Бразилией и Намибией. Государства являются членами Группы 77 и Организации Объединённых Наций.

## История

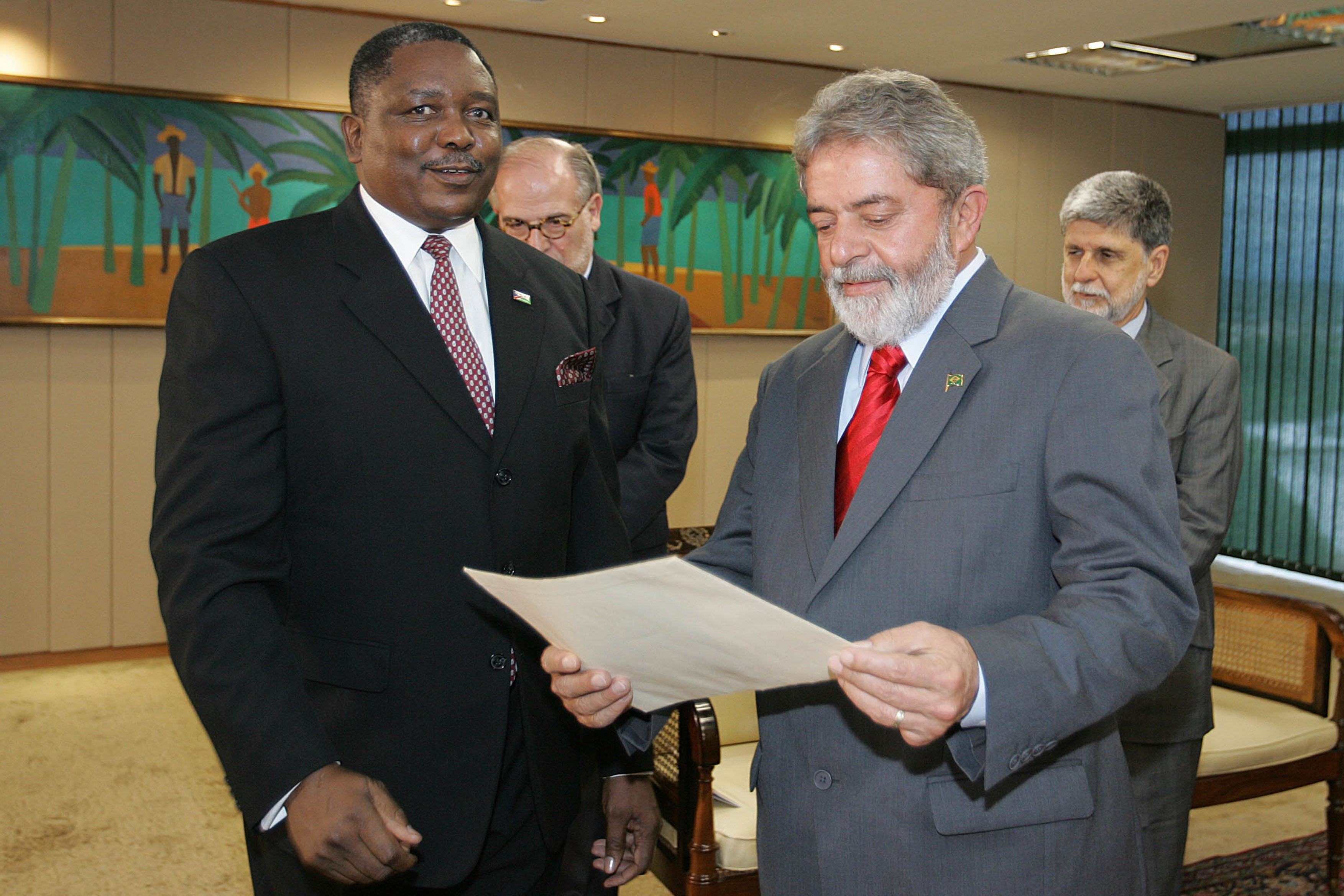
Президент Бразилии Лула да Силва на встрече с послом Намибии в 2006 году.

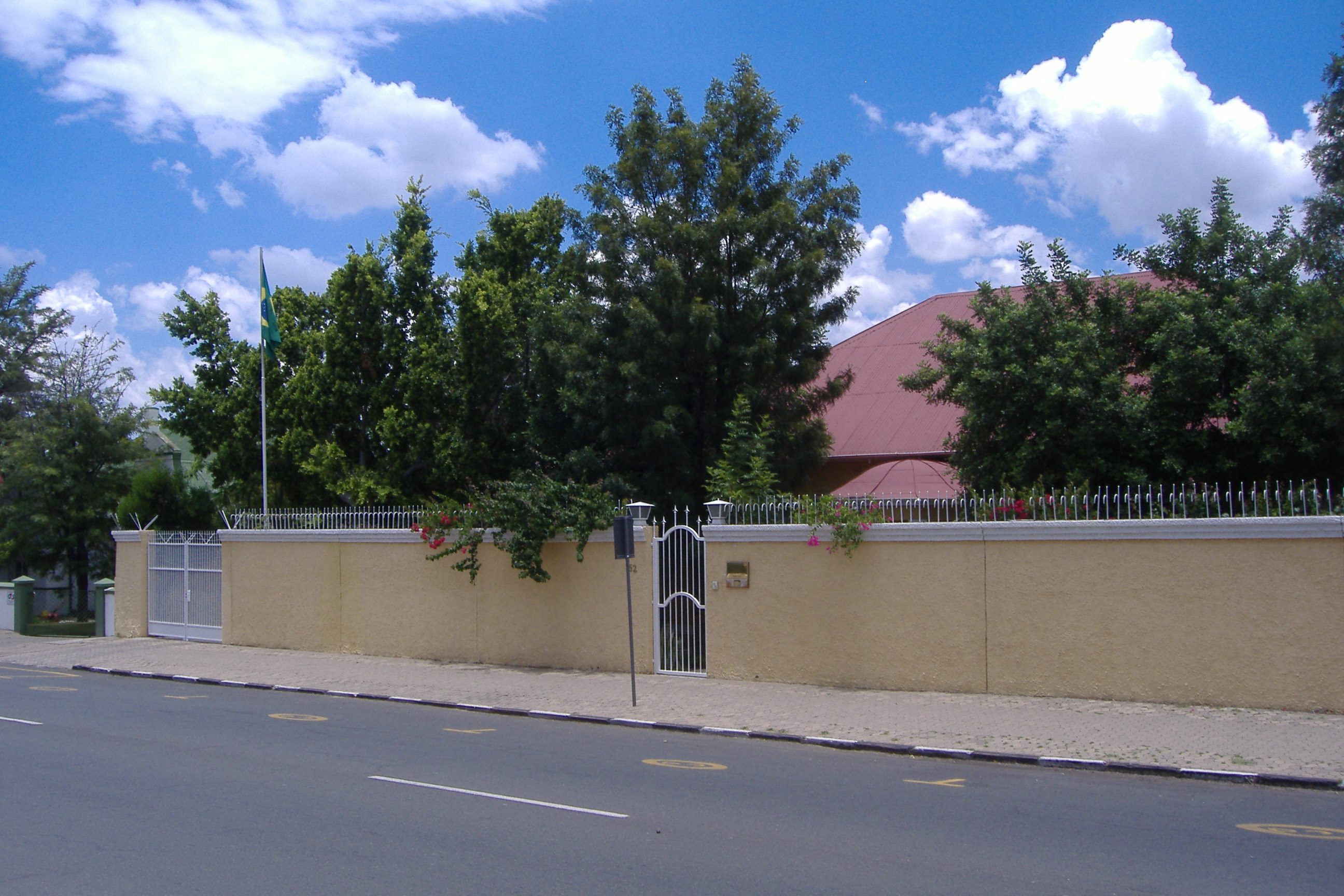
Посольство Бразилии в Виндхуке.

В 1966 году началась Южноафриканская пограничная война между Организацией народов Юго-Западной Африки (СВАПО), борющейся за независимость Юго-Западной Африки (современная Намибия) от Южно-Африканской Республики (ЮАР), которая оккупировала эту территорию с 1915 года и ввела в стране политику апартеида. В начале 1980-х годов Бразилия установила контакты со СВАПО. В марте 1987 года Сэм Нуйома в качестве главы СВАПО совершил визит в Бразилию в поисках международной поддержки, где встретился с президентом Жозе Сарней. Два года спустя Бразилия открыла консульство в Виндхуке. В рамках Организации Объединённых Наций Бразилия поддержала переговорный процесс, который привел к независимости Намибии в 1990 году. В том же году государства установили дипломатические отношения.
В сентябре 1991 года президент Бразилии Фернанду Колор ди Мелу посетил Намибию, где открыл посольство в Виндхуке. В ноябре 1995 года президент Намибии Сэм Нуйома совершил свой первый официальный визит в Бразилию. Позже он ещё дважды посещал Бразилию (в 1999 и 2004 годах). В 2003 году Намибия открыла посольство в Бразилиа. В ноябре 2003 года президент Бразилии Луис Инасиу Лула да Силва осуществил визит в Намибию, а в феврале 2009 года президент Намибии Хификепунье Похамба осуществил визит в Бразилию.
В 1994 году началось военно-морское сотрудничество между странами, когда ЮАР вернула Уолфиш-Бей Намибии. В том же году была создана Военно-морская миссия Бразилии в Намибии, которая оказывает содействие в развитии военно-морских сил африканской страны. С 2001 по 2011 год около 1179 намибийских военнослужащих (90 % личного состава ВМС) прошли обучение у бразильских инструкторов, что представляет собой самый крупный контингент обученных военных иностранными офицерами в этой стране. Бразилия также предоставила Намибии корабли ВМС.
С 2009 года в Намибии работает бразильская транснациональная компания Petrobras. В стране представлены и другие бразильские компании, такие как Grupo OAS и Queiroz Galvão. В 2017 году намибийская компания Walvis Bay Corridor Group открыла офис в Сан-Паулу с целью наладить прямую судоходную линию между Бразилией и Уолфиш-Бей, тем самым углубляя отношения между странами.

## Двусторонние соглашения
Между государствами подписано несколько соглашений, таких как: Соглашение о военно-морском сотрудничестве (1994 год); Соглашение о техническом сотрудничестве (1995 год); Соглашение о сотрудничестве в области культуры и образования (1995 год) и Соглашение о сотрудничестве в области обороны (2009 год)/

## Дипломатические представительства
- У Бразилии есть посольство в Виндхуке[1].
- Намибия имеет посольство в Бразилиа[5].